# Чемпионат России по международным шашкам среди женщин 2009
Чемпионат России по международным шашкам среди женщин Уфа, 10-23 апреля 2009 года.
В соревнованиях приняли участие 15 спортсменок, из них — три международных гроссмейстера (мгр), два гроссмейстера России (гр), четыре международных мастера (мм).

## Участницы
- Тансыккужина Тамара, Уфа, мгр
- Мильшина Елена, Ишимбай, мгр
- Читайкина Елена, Москва, мгр
- Георгиева Гузель, Ишимбай, гр
- Татьяна Тетерина, Москва, гр
- Платонова Ирина, с. Чурапча, мм
- Шестакова Наталья, с. Чурапча, мм
- Ноговицына Матрёна, Санкт-Петербург, мм
- Аминова Алия, Ишимбай, мс
- Валеева Юлия, Уфа, мс
- Морозова Софья, Калуга, мс
- Собакина Айына, с. Чурапча, кмс
- Чупрова Анна, Якутск, кмс
- Леопольдова Ника, Санкт-Петербург, кмс

В молниеносной программе участвовала Абдуллина Олеся, Уфа, мм

## Результаты
- Мильшина Елена, Ишимбай, мгр — золото, две бронзы
- Платонова Ирина, с. Чурапча, мм — золото, бронза.
- Тансыккужина Тамара, Уфа, мгр — одно золото.
- Ноговицына Матрёна, Санкт-Петербург, мм — два серебра
- Шестакова Наталья, с. Чурапча, мм— серебро